# 蝦夷方言藻汐草
『蝦夷方言藻汐草』（えぞほうげんもしおぐさ）は、1792年に上原熊次郎と阿部長三郎によって編纂された日本語-アイヌ語辞典である。

## 名称
「蝦夷方言」とはアイヌ語のことである。「方言」とあるが、日本語が日琉語族に属するのに対し、アイヌ語は孤立した言語ないしアイヌ語族に属する言語であり、日本語との相互意思疎通性は皆無のまったく異なる言語である。そのため、アイヌ語を話すアイヌと近世日本語を話す和人（アイヌ語: Sisam）間での意思の疎通は日本語を解するアイヌの通訳か、あるいは和人のアイヌ語通詞を必要とした。
「藻汐草」とは、随筆や筆記などの「書き集められたもの」の意であり、海藻（藻塩草、アマモ）を「掻き集め」て潮水を注ぎ藻塩をとることから転じた表現である。

## 概要
1804年に出版された本書は、クスリ場所（現在の釧路市）・アブタ場所（現在の虻田町）など道東の場所請負人の通詞であった経歴を持ち、松前奉行所の役人となった上原熊次郎と、支配の阿部長三郎の編纂した辞書である。全202ページに約3,000もの項目が含まれており、アイヌ語の部分は小書き仮名なしの片仮名で書かれた。片仮名で書かれたアイヌ語の文章も多数添えられている。
序文は白虹斎という筆名で最上徳内によって書かれている。最上は上原と親交があり、自らもアイヌ語を習得していたほか、本書の編纂にも協力している。
本書は、天地、人物、身体、口、鼻、耳、目、心臓、家や船などの道具とその原材料のようないくつかの主題ごとに「〇〇部」の形で分類されている。天地部にはアイヌの星座についても記録があり、十数個ほどのアイヌの星座がアイヌ語で名詞として収録されている。
巻末にはチャランケ（アイヌ語で談判の意）として「チャーラケ（切口上なり）」とアイヌの口承文学であるユーカラの記録「ユーガラ 浄瑠璃の事」が収録されている。

## 影響

### 国内
生前の坂本竜馬は、妻の楢崎龍(お龍)に海援隊による北海道への入植の意向を仄めかし、北海道の言葉であるアイヌ語を勉強することを勧めていた。これをうけてお龍は『蝦夷方言藻汐草』を教材とし、内容を逐一手帳に書きつけ毎日学習をしていたという。

### 国外
本書は、オーストリアのアウグスト・プフィッツマイアーによって編纂された、国外で出版されたものとしては最初のアイヌ語辞典の基礎ともなった。